# Макитрик (Калифорнија)
Макитрик (енгл. McKittrick) насељено је место без административног статуса у америчкој савезној држави Калифорнија.

## Демографија
По попису из 2010. године број становника је 115, што је 45 (-28,1%) становника мање него 2000. године.
| Група             | 2000.       | 2010.      |
| Белци             | 141 (88,1%) | 99 (86,1%) |
| Афроамериканци    | 0 (0,0%)    | 1 (0,9%)   |
| Азијати           | 0 (0,0%)    | 0 (0,0%)   |
| Хиспаноамериканци | 16 (10,0%)  | 9 (7,8%)   |
| Укупно            | 160         | 115        |